# Freatisch grondwater
Freatisch grondwater is grondwater waarin de stijghoogte (de waterdruk) alleen afhangt van de hoogte van de waterkolom. Freatisch grondwater is het tegenovergestelde van een artesische bron, waarin een overdruk heerst omdat het grondwater aan de bovenzijde wordt afgesloten door een ondoorlatende laag. In freatisch water is de poriëndruk gelijk aan de hydrostatische druk. 
Freatisch water kan aan de onderzijde wel zijn begrensd door een slecht doorlatende bodemlaag (bijvoorbeeld klei), het water staat zelf in relatief goed-doorlatende grond. Het eerste grondwater dat men tegenkomt wanneer men gaat graven, is normaal gesproken freatisch. De bovengrens van het freatisch grondwater wordt het freatisch vlak genoemd. Dit is het niveau waar de stijghoogte nul is. Hoe dieper men onder het freatisch vlak komt, hoe groter de stijghoogte. Boven het freatisch vlak ligt de capillaire zone, waar de stijghoogte negatief is.